# 7 pokus głównych
7 pokus głównych – drugi solowy album studyjny polskiej piosenkarki Dody, wydany przez Universal Music Polska 23 maja 2011 cyfrowo i 30 maja fizycznie. Został nagrany w dwóch wersjach językowych, polskiej (7 pokus głównych) i angielskiej (The 7 Temptations), która nie została wydana. Zawarta na nim muzyka łączy w sobie elementy popowej, elektronicznej i rockowej. Głównym producentem płyty był duet 5th Element, natomiast w utworach pojawili się gościnnie artyści tacy jak Jennifer Batten i Fokus. Album ukazał się w siedmiu wersjach różniących się okładkami, wszystkie jednak przykryto wspólnym, czarnym opakowaniem.
Odbiór albumu przez krytyków był mieszany, lecz zasadniczo skłaniał się ku negatywnemu. Niektórzy recenzenci chwalili posunięcie się Dody wprzód pod kątem artystycznym. Inni krytykowali płytę za pretensjonalność i brak przebojowego materiału oraz zwracali uwagę na fakt, że artystce nie udało się wybrać docelowej publiki.
Jeszcze przed oficjalną premierą płyta zadebiutowała na 13. miejscu listy sprzedaży OLiS, a ostatecznie dotarła na 4. W dniu premiery sklepowej zdobyła status złotej za sprzedaż ponad 15 tys. egzemplarzy. 9 grudnia 2011 album uzyskał status platynowej płyty.
Trasa promująca album, The Seven Temptations Tour, rozpoczęła się na kilkanaście dni przed jego premierą.

## Geneza i tworzenie
Latem 2009 Doda wypowiedziała się: „Zaczynam pracę nad drugą, solową płytą, która będzie w końcu taka jakbym chciała (...). Przelewam tylko to co gra mi w duszy, a gra mi w duszy głównie mocny rock”. Później dodała: „To będzie na pewno rock w zupełnie nowej odsłonie, bardzo elektronicznej i bardzo nowoczesnej”. W pierwszej połowie 2010 powstały trzy utwory, w tym „Bad Girls”. W czerwcu rozpoczęto prace z duetem 5th Element. W drugiej połowie roku zostały one przerwane z powodu choroby ówczesnego narzeczonego artystki, Adama „Nergala” Darskiego, jednak na początku 2011 produkcję materiału wznowiono. Paweł Ziętara wchodzący w skład duetu 5th Element wypowiedział się: „Mniej więcej w maju Doda pojawiła się po raz pierwszy w studiu i zaczęliśmy pracę. Pierwsze utwory powstały w czerwcu, a w grudniu płyta była już muzycznie bardzo zaawansowana. Doda w większości nie słyszała tych kawałków, ponieważ była zajęta chorobą narzeczonego (...). W tym czasie my robiliśmy swoje. Komponowaliśmy kawałki, nasi sidemani śpiewali te utwory, robiliśmy linie melodyjne i pisaliśmy teksty. Kiedy wydawało nam się, że płyta merytorycznie jest już prawie gotowa, w styczniu pojawiła się Dorota gotowa do pracy”. W kwietniu 2011 odbyła się sesja zdjęciowa do okładek albumu.
Spośród piętnastu utworów na albumie, trzynaście wyprodukował duet 5th Element (Łukasz Mackiewicz-Krzos i Paweł Ziętara), którzy napisali wszystkie swoje piosenki, najczęściej z Marcinem Mendelem, ale również z Mateuszem Łapotem i Marcinem Nierubcem („Nieskromnie”) oraz Tomaszem Lubertem („Dejanira”). Ostatni z nich był liderem i gitarzystą w zespole Virgin, którego wokalistką Doda była w latach 2000–07. Piosenki „Bad Girls” i „XXX” są produkcjami Łukasza Targosza i Jacka Tarkowskiego; pierwszy z nich skomponował obie, a słowa do pierwszej napisała anonimowa artystka pod pseudonimem Bura Suka. Doda jest autorką kilku tekstów, pozostałe napisali lub pomogli w napisaniu Mendel, Ziętara, Jacek Budyń, Antek Jabłoński i Fokus. Na płycie gościnnie zagrali gitarzystka Jennifer Batten („Bad Girls”), perkusista Przemek Kuczyński (sześć utworów) i basista Marcin Alzak („Lazarium”), natomiast w „Fuck It” zwrotki rapowane są przez Fokusa. Utwory duetu 5th Element nagrano w Element Studio i zremasterowano w Luka de Silva El Masteros del Silencio Studio w kolumbijskim mieście Bogota, natomiast piosenki Targosza i Tarkowskiego zostały nagrane i zremasterowane w warszawskim Muzycznym Studiu Produkcyjnym SPOT.

## Warstwa muzyczna i tekstowa
Album łączy w sobie elementy muzyki popowej, elektronicznej i rockowej. W utworach dominują dźwięki instrumentów elektronicznych, ale i gitar elektrycznych. Wszystkie (poza trzema bonusowymi) oddzielone są od siebie tzw. lutowaniami, czyli krótkimi łącznikami składającymi się z pewnych dźwięków i słów wypowiadanych przez Dodę w wykreowanym przez nią języku Dodarin (który nazywany jest „dialektem języka elfickiego”). Paweł Ziętara z duetu 5th Element wypowiedział się o stylistyce albumu: „trochę symfoniki, konkretne rockowe walnięcie i dużo elektroniki (...). Utwory, które powstały, są bardzo różne. Są wśród nich te bardzo rockowe, ale i z domieszką elektroniki, żywe basy, żywe instrumenty, znalazło się też miejsce dla syntetycznych dźwięków. Kiedy tego słucham teraz z perspektywy czasu, uważam, że nie można tej płyty zaszufladkować. Nie włożysz jej do popu, nie włożysz jej do electro, nie włożysz jej tak naprawdę nigdzie”.

## Wydanie i promocja

### Historia wydania
Premiera albumu 7 pokus głównych odbyła się 23 maja 2011 w formacie digital download na portalu Muzodajnia. 27 maja płyta pojawiła się przedpremierowo w sieciach sklepów Saturn, a 30 maja odbyła się tam jej oficjalna premiera. 6 czerwca album pojawił się także w pozostałych sieciach sklepów Empik. Premierę The 7 Temptations pierwotnie planowano na kilka miesięcy po 7 pokus głównych. Ziętara wypowiedział się: „Już w tym roku, w czerwcu, [Doda] wylatuje do Los Angeles, gdzie są nią zainteresowane potężne wytwórnie. Jej kawałek «Bad Girls» krąży po całym świecie – to nie jest przypadek”. Do tej premiery ostatecznie nie doszło.

### Promocja
W czerwcu 2010 na oficjalnej stronie internetowej Dody pojawiły się pierwsze dwa utwory z anglojęzycznej wersji płyty, „Bad Girls” oraz „My Way or No Way”. Pierwszy zwiastujący album występ miał miejsce podczas XLVII Krajowego Festiwalu Piosenki Polskiej w Opolu, gdzie Doda wykonała m.in. dwie wspomniane piosenki, ale po polsku i cover utworu Anny Jantar „Nic nie może wiecznie trwać”, który znalazł się później na albumie jako bonus. Pierwszym występem po premierze płyty był recital na festiwalu TOPtrendy 2011, gdzie Doda wykonała pięć utworów z premierowego albumu i cztery z wcześniejszych, wprowadzając na scenę bajkową scenografię inspirowaną grecką mitologią. Na scenie dołączył do niej również raper Fokus.
Płytę promowano także na oficjalnej stronie artystki na Facebooku. W galerii zatytułowanej „Reguły The 7 Temptations” pojawiły się cztery zdjęcia tekstów z trzynastoma wyróżnionymi kolorami tytułami utworów z anglojęzycznej wersji płyty. Na tablicy zamieszczono natomiast premierowo okładkę albumu i plakat promocyjny z datą premiery. Oprócz tego, w marcu 2011 na jej profilu w serwisie YouTube pojawił się fragment „Singing in the Chains”. 30 maja 2011, czyli w dniu oficjalnej premiery albumu, Pałac Kultury i Nauki w Warszawie zabłysnął na różowo i pojawił się na nim symbol Bad Girls (☿).

### Opakowanie i oprawa graficzna
Album ukazał się w siedmiu wersjach różniących się okładkami, wszystkie jednak kryją się pod jedną, wspólną, przedstawiającą logo Dody i liczbę 7. Opakowanie wydano w formacie keep case, w którym najczęściej ukazują się dyski DVD. Wewnątrz, poza płytą CD, znajduje się książeczka z tekstami piosenek i listami twórców (użyto w niej czcionki języka Dodarin), siedem zdjęć z sesji do płyty oraz trójwymiarowy rysunek przedstawiający Dodę-elfa latającą w kosmosie. Grzbiety opakowań każdej z siedmiu wersji po złożeniu składają się w jedno zdjęcie. Kolejne okładki przedstawiają Dodę w rolach hermafrodyty, elfa, centaura, wymiotującą pewną złotą substancją, w stroju stworzonym z piór, krwawiącą i z zaszytymi oczami oraz „bogini, której ścieka krew spomiędzy nóg a wokół krążą rozwścieczone hieny (...). Bogini jest delikatna, typ fruwającej w przestworzach artystki, mówiącej do hien: «Moje małe zwierzątka, bierzcie i pożerajcie». Ten obraz to opowieść o dzieleniu się swoim wnętrzem w sposób bardzo Ostateczny”. Artystka wypowiedziała się: „Przede wszystkim te zdjęcia to dzieło sztuki”.

### Single
W czerwcu 2010 na oficjalnej stronie internetowej Dody pojawiły się dwa anglojęzyczne utwory z płyty, „Bad Girls” i „My Way or No Way”. Zaprezentowano również okładki tych singli. Fani mieli wybrać w głosowaniu, który z nich ma promować nowy album jako pierwszy i wygrał utwór „Bad Girls”. Premiera tego nagrania z tekstem w języku polskim, będąca równocześnie radiową premierą singla, odbyła się 16 lipca w radiu ESKA. Był to także pierwszy singiel Dody wydany w formacie digital download. Piosenka uplasowała się na 41. miejscu listy polskiego airplayu. Premiera teledysku do „Bad Girls” w wersji anglojęzycznej miała miejsce pół roku po internetowej premierze piosenki, 14 stycznia 2011, a do polskojęzycznej 2 lutego.
Rok po zaprezentowaniu pierwszego singla, w czerwcu 2011, zapowiedziano równoległe wydanie dwóch kolejnych: „Fuck It” (gościnnie Fokus) oraz „XXX”. Ich tytuły wraz z okładkami ujawniono 24 czerwca, kiedy to Doda wypowiedziała się: „Na dniach kręcimy niebezpieczny klip do «Fuck It»..., a chwilę później mitycznie współczesny do «XXX»”. Ostatecznie postanowiono promować najpierw tylko ten drugi. Do radiostacji rozesłano go 13 lipca, a teledysk do niego miał premierę dopiero 11 listopada.
Trzecim i kończącym promocję albumu, był singiel „Fuck It”. W teledysku wziął udział Fokus, a premiera klipu odbyła się 12 listopada 2012 r. Jednak 24 kwietnia Doda ujawniła czwarty singiel Electrode, do którego powstał teledysk.

### Koncerty

#### The Seven Temptations Tour
15 maja 2011 piosenkarka wyruszyła w ogólnopolską trasę koncertową The Seven Temptations Tour promującą album. Występy odbyły się również poza granicami Polski, w Stanach Zjednoczonych, Niemczech, Wielkiej Brytanii i Austrii.
Menedżer koncertowy i brat artystki, Rafał Rabczewski, wypowiedział się na temat trasy w następujący sposób: „[poprzednia] trasa Rock'n'Roll Palace Tour wyznaczyła pewne trendy na lokalnym «podwórku», a konkurencja, która myśli, że nas w końcu dogoni, mocno się myli, bo nadchodzi jeszcze bardziej «wypasione» The Seven Temptation 2011 Tour, które kompletnie powyrywa fanów, jak i organizatorów z butów”.

##### Set lista
1. „Gra Temidy”
2. „Szansa”
3. „2 bajki”
4. „Ain’t Talkin’ ’bout Love” (cover zespołu Van Halen)
5. „Electrode”
6. „Lazarium”
7. „Dżaga”
8. „Chimera”
9. „Nie daj się”
10. „XXX” (dodane do set listy 2 lipca 2011)
11. „Bad Girls”
12. „Kac Wawa”
13. „Twa energia” (oraz Dżaga)
14. „What’s Up?” (dodane do set listy 13 sierpnia 2011; cover zespołu 4 Non Blondes)
15. „Fuck It” (feat. Fokus; nie występuje podczas koncertów, jego partie puszczane są z nagrania)
16. „Dziękuję”
17. „Titanium” (cover David Guetta feat. Sia)

#### Pozostałe
W lipcu 2010 utwór „Bad Girls” na stałe dołączył do listy piosenek wykonywanych przez Dodę na koncertach z trasy Rock'n'Roll Palace Tour. Oprócz tego album promowany był podczas występów na pojedynczych galach lub koncertach: XLVII KFPP w Opolu (10 września 2010), Jedyna taka Dwójka (23 października 2010), Mikołajkowa Muzodajnia Gwiazd (4 grudnia 2010), Sylwestrowa Moc Przebojów (31 grudnia 2010), Siatkarskie Plusy 2010 (22 stycznia 2011), VIVA Comet 2011 (24 lutego 2011), Szansa na sukces (6 maja 2011), TOPtrendy 2011 (5 czerwca 2011) oraz Sabat Czarownic (25 czerwca 2011).

## Odbiór

### Recenzje
Michał Michalak z muzycznego serwisu portalu Interia.pl wystawił albumowi cztery na dziesięć punktów, pisząc w swojej recenzji: „Nowy album królowej polskich celebrytów jest zawodowo wyprodukowany, równie profesjonalnie zaśpiewany i... strasznie irytujący (...). Produkcja jest bez zarzutu – popowa, zadziorna elektronika miesza się z rockowymi uderzeniami, które momentami przywodzą na myśl przeboje... Bajmu (posłuchajcie refrenu piosenki «Piąty żywioł» – toż to Beata Kozidrak!). Zgadzam się również z tym, że Rabczewska śpiewa więcej niż solidnie. Wciąż potwornie razi jednak pretensjonalność jej twórczości”. W gazecie „Przekrój” porównano album do wydanego w tym samym czasie Born This Way Lady Gagi, wskazując 7 pokus głównych za lepszy; recenzent pochwalił płytę jako pozytywny krok w karierze artystki, porównując jego stylistykę do Gagi, Britney Spears i Izabeli Trojanowskiej, ale skrytykował niezdecydowanie odnośnie do publiki, do której Doda miałaby albumem trafić; „(...) repertuar z 7 pokus głównych lepiej pasuje do temperamentu i wizerunku Rabczewskiej niż to, co śpiewała do tej pory. Szkoda tylko, że choć kilka piosenek robi dobre wrażenie (od «Electrode», przez «XXX», po «Fuck It»), wielkiego hitu jak nie było, tak nie ma”.
W magazynie „Wprost” napisano: „Zatrudnienie uznanych producentów i współpracowników przyniosło efekt – 7 pokus jest płytą zdecydowanie lepszą od Diamond Bitch i przaśnych produkcji Virgin. Produkcyjnie trudno będzie ją przebić jakiemukolwiek polskiemu artyście, płyta jest bogata w modne analogowe brzmienia i połączenia gatunkowe, znalazło się miejsce na ciężkie gitary, znów popularne bity techno i melodyjne refreny (...). Problemem może być jednak publiczność (...). Próba trafienia do zwolenników ambitniejszej muzyki będzie wymagać odejścia od wizerunku prowincjonalnej królowej dożynek (...). [Doda] musi jeszcze się zastanowić, czy chce zaryzykować miano królowej (obciachowego) popu dla tytułu księżniczki elektroniki”.
Negatywnie album oceniono w gazecie „Polityka” i serwisie internetowym Porcys. W pierwszym z nich recenzent wystawił płycie jeden na sześć punktów i napisał: „Wśród wielu dziedzin życia, w których stara się brylować Dorota Doda Rabczewska, muzyka jest dziś najmniej interesująca (...). I może stąd ta nerwowość, którą słychać w łączeniu krzykliwej rockowej estetyki z modnym parę sezonów temu electro, a także w obecnych od pierwszych minut stylistycznych nawiązań do piosenek innych wykonawców (...) Agresywna erotyka w tekstach («XXX», «Fuck It») bywa tu śmieszna, chociaż i ona lepsza niż grafomania bardziej lirycznych momentów, gdy Doda – cytuję jej tekst – «w zwierciadle istnienia przegląda się» (...). Wykonuje przesiąkniętą kompleksami muzykę pop, będącą dość nieudolnym naśladownictwem tego, co robi RedOne (...) czy Dr. Luke”. W serwisie Porcys oceniono album na 1.7 punktów w zakresie dziesięciu, zwracając uwagę na fakt, że Doda – w przeciwieństwie do międzynarodowych gwiazd popu, takich jak Beyoncé, Nelly Furtado, Kylie Minogue czy Rihanna – nie ma w repertuarze żadnego przeboju i krytykując źle brzmiące połączenie rocka z elektroniką.
Dziennikarka Karolina Korwin Piotrowska oceniła album pozytywnie, wypowiadając się: „Mamy oto jedyną w Polsce, poza [Marylą] Rodowicz, gwiazdę, która nie żałuje pieniędzy nie tylko na stroje i lekarzy medycyny estetycznej, ale i na profesjonalną produkcję muzyczną (...). To jedyne wydawnictwo całościowe – jest koncepcja, pomysł, może kontrowersyjny, jadący po estetycznej bandzie, ale jest to JAKIEŚ. Wkurza, zastanawia, nie pozostawia obojętnym”. Były narzeczony Dody i lider zespołu heavymetalowego Behemoth, Adam „Nergal” Darski, wypowiedział się: „Nie pamiętam, kiedy tak podobał mi się krajowy pop (czy w ogóle mi się kiedykolwiek podobał?). Mam przed sobą 7 różnych wydań, zawodową produkcję (5th Element), baaaardzo fajne, zapamiętywalne numery z ogniem i jajami, intrygujące teksty i wreszcie… okładka. Mnóstwo świetnej fotografii, trochę kontrowersji… liczę na małą rewolucję w skali kraju i dużo fermentu”.
Redaktorzy serwisu wp.pl uznali 7 pokus głównych za jeden z najgorszych albumów 2011 roku, argumentując: „Z polskich płyt wybraliśmy prawdziwy okaz wśród tegorocznych muzycznych potworków. (...) Doda próbuje balansować pomiędzy rockiem, popem, elektroniką i muzyką taneczną, aż w końcu kompletnie się gubi. Gwoździem do trumny są przerywniki w «języku elfów», które (...) w wykonaniu wokalistki brzmią dość żenująco.”

### Sprzedaż
Po trzech dniach przedsprzedaży, album 7 pokus głównych zadebiutował na 13. miejscu ogólnopolskiej listy sprzedaży OLiS. W następnym tygodniu, już po oficjalnej premierze, awansował na pozycję 11, a w kolejnym na 7., później jednak spadał na niższe pozycje. W dniu sklepowej premiery albumu, czyli 30 maja, poziom zamówień do sklepów osiągnął 16 809 egzemplarzy, dzięki czemu pokrył się on złota płytą. Certyfikat został wydany przez Związek Producentów Audio-Video 15 lipca. 9 grudnia 2011 roku płyta uzyskała certyfikat platynowej, za nakład 30 tys. egzemplarzy. Tego samego dnia powróciła do zestawienia OLiS, docierając już do 4. miejsca.

## Lista utworów
Wszystkie utwory oprócz 2 i 8 wyprodukowane przez 5th Element (Łukasza Mackiewicza-Krzosa i Pawła Ziętarę). Utwory 2 i 8 wyprodukowane przez Łukasza Targosza i Jacka Tarkowskiego.
| #               | Tytuł                                             | Tekst                         | Muzyka                                                                                 | Czas    |
| --------------- | ------------------------------------------------- | ----------------------------- | -------------------------------------------------------------------------------------- | ------- |
| 1.              | „Piąty żywioł”                                    | Doda, Marcin Mendel           | Marcin Mendel, Łukasz Mackiewicz-Krzos, Paweł Ziętara                                  | 4:35    |
| 2.              | „Bad Girls”                                       | Bura Suka                     | Łukasz Targosz                                                                         | 4:14    |
| 3.              | „Singin”                                          | Doda                          | Marcin Mendel, Łukasz Mackiewicz-Krzos, Paweł Ziętara                                  | 3:28    |
| 4.              | „Electrode”                                       | Paweł Ziętara                 | Marcin Mendel, Łukasz Mackiewicz-Krzos, Paweł Ziętara                                  | 4:43    |
| 5.              | „Dejanira”                                        | Doda                          | Tomasz Lubert, Łukasz Mackiewicz-Krzos, Paweł Ziętara                                  | 3:27    |
| 6.              | „Oswój mnie (Dla S.)”                             | Doda                          | Marcin Mendel, Łukasz Mackiewicz-Krzos, Paweł Ziętara                                  | 3:22    |
| 7.              | „Chimera”                                         | Doda                          | Marcin Mendel, Łukasz Mackiewicz-Krzos, Paweł Ziętara                                  | 4:22    |
| 8.              | „XXX”                                             | Doda                          | Łukasz Targosz                                                                         | 4:04    |
| 9.              | „Nieskromnie”                                     | Jacek Budyń, Marcin Nierubiec | Mateusz Łapot, Marcin Nierubiec, Marcin Mendel, Łukasz Mackiewicz-Krzos, Paweł Ziętara | 4:25    |
| 10.             | „Lazarium”                                        | Antek Jabłoński               | Marcin Mendel, Łukasz Mackiewicz-Krzos, Paweł Ziętara                                  | 4:28    |
| 11.             | „Fuck It” (featuring Fokus)                       | Fokus, Doda, Marcin Mendel    | Marcin Mendel, Łukasz Mackiewicz-Krzos, Paweł Ziętara                                  | 4:02    |
| 12.             | „Gra Temidy”                                      | Marcin Mendel                 | Marcin Mendel, Łukasz Mackiewicz-Krzos, Paweł Ziętara                                  | 4:38    |
| Utwory bonusowe |                                                   |                               |                                                                                        |         |
| 13.             | „Ain't Talkin' 'Bout Love” (cover Van Halen)      | Eddie Van Halen               | Eddie Van Halen, Alex Van Halen, Michael Anthony, David Lee Roth                       | 3:56    |
| 14.             | „Nic nie może wiecznie trwać” (cover Anny Jantar) | Andrzej Mogielnicki           | Romuald Lipko                                                                          | 4:04    |
| 15.             | „Bad Girls” (remix by 5th Element)                | Bura Suka                     | Łukasz Mackiewicz-Krzos, Paweł Ziętara (autorzy remiksu)                               | 4:06    |
|                 |                                                   |                               |                                                                                        | 1:02:14 |

Notatki:
- W każdym z utworów (poza bonusowymi) pojawia się outro w postaci pewnych dźwięków i słów wypowiedzianych przez Dodę w Dodarinie. Są to tzw. lutowania, czyli łączniki między utworami.
- W outro „Piąty żywioł” wykorzystano fragment utworu Wojciecha Młynarskiego „Jesteśmy na wczasach”.
- W outro „Lazarium” wykorzystano głosy Rafała Rabczewskiego, Rafała Bogacza, Jarka Burdka, Janusza Lizonia i Kaliny Kasprzyk.
- Cover „Ain't Talkin' 'Bout Love” jest nazwany: „Ain't Talkin' 'Bout Love (Van Doden & 5th Element – No Mercy Edition)”.
- W coverze „Nic nie może wiecznie trwać” tekst refrenu jest zmieniony względem oryginału Anny Jantar.

Źródło:

## Twórcy
W nawiasie podano numery utworów, przy których produkcji brała udział dana osoba (w przypadku ich braku, produkcja odnosi się do wszystkich utworów).

- Wojciech „Fokus” Alszer – wokal (11), słowa (11)
- Marcin Alzak – gitara basowa (10)
- Jennifer Batten – gitara prowadząca (2)
- Rafał Bogacz – głos (10)
- Jacek Budyń – słowa (9)
- Bura Suka – słowa (2, 15)
- Jarosław Burdek – głos (10)
- Martyna Ciok – wokal wspierający (2)
- Rysiek „Galadhorn” Derdziński – przekład na Dodarin(1–12)
- Robert Docew – mastering (2, 8)
- Bartosz Drejewicz – rysunek elfa (wewnątrz opakowania)
- Robert Fijałkowski – gitara (3, 4, 6, 9–12)
- Antek Jabłoński – słowa (10)
- Kalina Kasprzyk – głos (10)
- Zuzanna Krajewska – zdjęcia
- Przemek Kuczyński – perkusja (3, 5, 6, 9, 10, 15)
- Dominika Kurdziel – wokal wspierający (2)
- Legolas von Kudlak – opracowanie graficzne
- Janusz Lizoń – głos (10)
- Tomasz Lubert – muzyka (5)
- Mateusz Łapot – muzyka (9)
- Łukasz Mackiewicz-Krzos – produkcja (1, 3–7, 9–15), muzyka (1, 3–7, 9–12, 15),
aranżacje (1, 3–7, 9–15), miksowanie (1, 3–7, 9–15), organy Hammonda (1, 3, 5, 7, 11, 15),
syntezatory analogowe, instrumenty klawiszowe, programowanie
- Marcin Mendel – muzyka (1, 3, 4, 6, 7, 9–12), słowa (1, 11, 12), wokal wspierający (12)
- Magda Mitoń – wokal wspierający (2, 8)
- Łukasz Murgrabia – zdjęcia, projekt książeczki
- Marcin Nierubiec – muzyka (9), słowa (9)
- Michał Ostrowski – wokal wspierający (2, 8)
- Sebastian Piekarek – gitara (15)
- Dorota „Doda” Rabczewska – wokal prowadzący, słowa (1, 3, 5–8, 11)
- Rafał Rabczewski – głos (10)
- Sash – gitara basowa (1, 3–7, 9, 11–13)
- Szakuł Szograt – wokal wspierający (2, 8)
- Łukasz Targosz – produkcja (2, 8), muzyka (2, 8), gitary (2, 8)
- Jacek Tarkowski – produkcja (2, 8), instrumenty klawiszowe (2, 8),
programowanie (2, 8), realizacja nagrań (2, 8)
- Bartosz Wieczorek – zdjęcia
- Paweł Ziętara – produkcja (1, 3–7, 9–15), muzyka (1, 3–7, 9–12, 15), słowa (4),
aranżacje (1, 3–7, 9–15), miksowanie (1, 3–7, 9–15), automat perkusyjny (1, 4, 7, 11–14),
scratch (10), syntezatory analogowe, instrumenty klawiszowe, programowanie

Źródło: